# Chris Humbert
Christopher "Chris" Humbert, född 27 december 1969 i Modesto i Kalifornien, är en amerikansk vattenpolospelare. Han ingick i USA:s herrlandslag i vattenpolo i olympiska sommarspelen 1992, 1996 och 2000. Han tog silver vid panamerikanska spelen 1991 och guld vid panamerikanska spelen 1995 och 1999.
År 2001 valdes Humbert in i California Athletics Hall of Fame tack vare insatserna som collegespelare för California Golden Bears under studietiden vid University of California, Berkeley. California Golden Bears vann tre NCAA-mästerskap under Humberts studietid, nämligen 1988, 1990 och 1991. År 2018 valdes han in i USA Water Polo Hall of Fame.